# L'Impétueuse
L'impétueuse est un aviso de la classe Élan de la Marine nationale.

## Service actif
Il est lancé le 15 janvier 1940 et entre en service en mai 1940. Il participe à l’évacuation de Dunkerque. À partir de juin 1940, il est sous le contrôle de Vichy. Le 8 janvier 1942, il recueille les naufragés du paquebot Lamoricière qui avait lancé un SOS avant de couler dans une tempête au nord est de Minorque.
Basé à Toulon, il se saborde le 27 novembre 1942  avec le reste de la flotte. Il est renfloué en 1943 par les Italiens puis est transféré à ,la Régia Marina qui le reclassifie corvette. Il est rebaptisé FR54. Après l’armistice italien, il passe sous contrôle allemand de la Kriegsmarine puis retourne à Toulon. Il est sabordé à Marseille le 7 août 1944, peu avant le débarquement de Provence.